# Ichi (film)
Ichi è un film del 2008 diretto da Fumihiko Sori.
È una rivisitazione al femminile del celebre personaggio letterario e cinematografico Zatōichi. Per la sua interpretazione, Haruka Ayase vinse il premio come miglior attrice ai Nikkan Sports Film Awards.

## Trama
Ichi è una goze, ossia una cantante cieca che viaggia da città in città suonando lo shamisen. All'apparenza indifesa, la ragazza nasconde dentro il suo bastone da passeggio una piccola wakizashi.
Quando una sua amica prostituta, anch'essa cieca, viene pestata da tre uomini appartenenti al clan Banki, Ichi viene molestata. In suo aiuto accorre Touma Fujihira, un samurai, che però non trova il coraggio di sfoderare la sua katana. Ichi passa quindi all'azione, uccidendo i tre uomini del clan Banki. Touma inizia a seguire Ichi, che è accompagnata da un bambino. I tre arrivano in un villaggio, dove Touma riesce a vincere molti soldi al gioco dei dadi, grazie all'udito di Ichi. Una volta allontanatosi con i soldi, Touma viene inseguito dagli altri giocatori, che lo accusano di aver barato e lo aggrediscono. Ancora una volta, Touma non riesce a sfoderare la katana e viene nuovamente salvato da Ichi, che uccide gli aggressori. Touma viene raggiunto da Toraji Shirakawa, appartenente al clan yakuza Shirakawa. Credendo sia stato Touma a uccidere gli uomini del clan Banki, Toraji lo ingaggia come guardia del corpo.
Ichi, Touma e il bambino arrivano in un villaggio governato da Banki, folle leader del clan che porta il suo nome, che ha una benda sull'occhio destro. A fronteggiare il clan Banki c'è solo il clan Shirakawa. Mentre passeggia con Ichi, Touma decide di sfidare la ragazza con un bastone, e riesce a ferirla al polso, quindi le racconta che non può più usare la katana poiché quando era bambino rese inavvertitamente la madre cieca.
Ichi viene catturata dal clan Banki. Due uomini la sfidano e vengono uccisi, quindi Banki decide di fronteggiare la ragazza, e la pesta a sangue, rinchiudendola insieme ad alcuni teschi umani. Ichi viene liberata da Touma, che la nasconde al villaggio dei Banki. Durante una rappresentazione kabuki, il clan Banki assale il clan Shirakawa. Il padre di Toraji muore davanti agli occhi del figlio, che giura vendetta e decide di iniziare una battaglia contro il clan Banki.
Touma prende parte alla battaglia, ma anche questa volta non trova il coraggio di sfoderare la sua katana. Trovatosi di fronte a Banki, finalmente l'uomo sfodera la katana e ingaggia una battaglia che lo vede vincitore, ma gravemente ferito. Touma muore tra le braccia di Ichi, accorsa in suo aiuto. Banki però non è morto e si rialza in piedi, sfidando Ichi, che riconosce in lui l'uomo che l'aveva stuprata anni prima, quindi lo uccide e lascia il villaggio.

## Riconoscimenti
- 2008 - Nikkan Sports Film Awards
  - Miglior attrice (Haruka Ayase)